# Kasztíliai Izabella aragóniai királyné
Kasztíliai Izabella (Toro, 1283 – 1328. július 24.) kasztíliai infánsnő, első házassága révén aragón és szicíliai királyné, második házassága révén Bretagne hercegnéje.

## Élete
Édesapja IV. Sancho kasztíliai király, X. Alfonz kasztíliai király és Jolán aragón infánsnő fia, édesanyja Maria de Molina kasztíliai hercegnő. Izabella 1291. december 1-jén Soriában feleségül ment a nála tizenhat évvel idősebb II. Jakab aragón királyhoz. A házasságot sohasem hálták el, így amikor 1295. április 25-én meghalt IV. Sancho, Jakab felbonttatta a házasságot a pápával, és még az év folyamán feleségül vette Anjou Blanka nápolyi hercegnőt. Miután házasságát felbontották, Izabella visszatért hazájába. Másodszor III. János breton herceghez ment feleségül 1310-ben Burgos városában. Házasságuk gyermektelen maradt. Izabellát Prière városában temették el.